# 坂本重治
坂本 重治（さかもと しげはる）は、江戸時代前期の旗本、大名。大目付・寺社奉行などの要職を歴任し、徳川綱吉のもとで一挙に7800石の加増を受けて相模深見藩主となったが、その7年後に加増分が没収され、旗本身分に戻された。

## 生涯
200石取りの大番士・小林正信の次男として生まれ、同じ大番士である坂本重安の養子となる。坂本重安は、深見村（現在の神奈川県大和市深見）を含む相模国高座郡や、常陸国志太郡に570石の知行地を有していた。
正保3年（1646年）、養父重安が没すると家督を継ぎ、弟の貞政（重安の庶子、当時6歳）に270石を分知して300石取りの大番士となる。寛文元年（1661年）に新番に移ったのち、寛文2年（1662年）に小納戸に進み、新恩として蔵米200俵を与えられ、布衣を許される。寛文8年（1668年）、さらに200俵加増。
延宝8年（1680年）の徳川家綱死後、生前忠勤に励み、家綱が倒れるとその病床に日夜詰めていたことが賞され、常陸国鹿島郡内で500石を加増。大久保兵九郎忠直・松平伝左衛門利正とともに御霊屋造営の奉行に任じられ、その完成によって天和元年（1681年）4月16日に従五位下右衛門佐に叙任される。この間、徳川綱吉に対する近侍が許され、寄合に列する。
天和元年（1681年）5月12日に大目付に抜擢される。7月12日、越後騒動によって改易された高田藩主松平光長の高田城を受け取ることを指示され、松平信之・秋元喬知らとともに現地に赴いた。
天和2年（1682年）4月21日、上野国勢多郡・群馬郡内で1000石を加増される。同年10月16日には寺社奉行に特進、7800石を加増されて（先に与えられた蔵米も知行に改められた）合計1万石に達し、大名に列して深見藩を立藩した。しかし大名として陣屋を構えることはなかった。翌年から領内の検地を実施、さらに35か条からなる藩法を制定して藩政の基礎を固めた。
寺社奉行としては、貞享元年（1684年）に公慶から願い出された奈良東大寺大仏殿の再建許可に関わっている:166。
重治は将軍徳川綱吉からたびたび賞せられるなど、寵愛を受けていた。しかし貞享4年（1687年）5月14日、相役の本多忠周と共に職務怠慢があったとして綱吉より咎められ、寺社奉行職罷免の上で蟄居を命じられた。元禄2年（1689年）6月4日に蟄居を解かれたが、先に加増された7800石が収公されて旗本に戻り、小普請入りとなった。元禄3年（1690年）には拝謁停止も許される。
元禄6年（1693年）7月27日、64歳で死去。子の成方が家督を継承、弟の治之に500石を分知して、1700石となる。以後坂本家は幕末期まで深見の領主であった。

## 備考
- 神奈川県大和市深見の深見神社は、領主である坂本家の崇敬を受けた[6]。重治はしばしば参詣し、社殿の造営に当たったという[6]。境内には「相模国十三座之内深見神社」と記された石碑があり、寛政3年（1791年）の銘がある（「深見神社社号標」、市指定重要有形文化財）[7][8]。領主であった重治が立てたもの、という伝承もあるが[7][6]、寛政3年では重治の活動年代と合わない。